# Montaña Coronel Bob
Coronel Bob es una cumbre en la área salvaje  Colonel Bob, en la península Olímpica del estado de Washington, Estados Unidos. Es uno de los puntos más altos en el condado de Grays Harbor y el más alto a un pico sin nombre cercano.
Un mapa de Henry Fisher de 1890 la describe como el Pico McCallas.  Fue escalada por primera vez en 1893 por Clark Pealer, J. N. y Robert Locke que la nombraron así por el orador Robert G. Ingersoll.  El grupo montañista dejó un montón de piedras y un registro que fue descubierto en 1930.